# Turbonilla morchi
Turbonilla morchi är en snäckart som beskrevs av Dall och Bartsch 1907. Turbonilla morchi ingår i släktet Turbonilla och familjen Pyramidellidae. Inga underarter finns listade i Catalogue of Life.